# فرودگاه ناروماین
فرودگاه ناروماین (به انگلیسی: Narromine Airport) یک فرودگاه با کد یاتا QRM است که یک باند فرود آسفالت دارد و طول باند آن ۱۵۲۱ متر است. این فرودگاه در کشور استرالیا قرار دارد و در ارتفاع ۲۳۸ متری از سطح دریا واقع شده‌است.